# Ryanair
Low fares, made simple

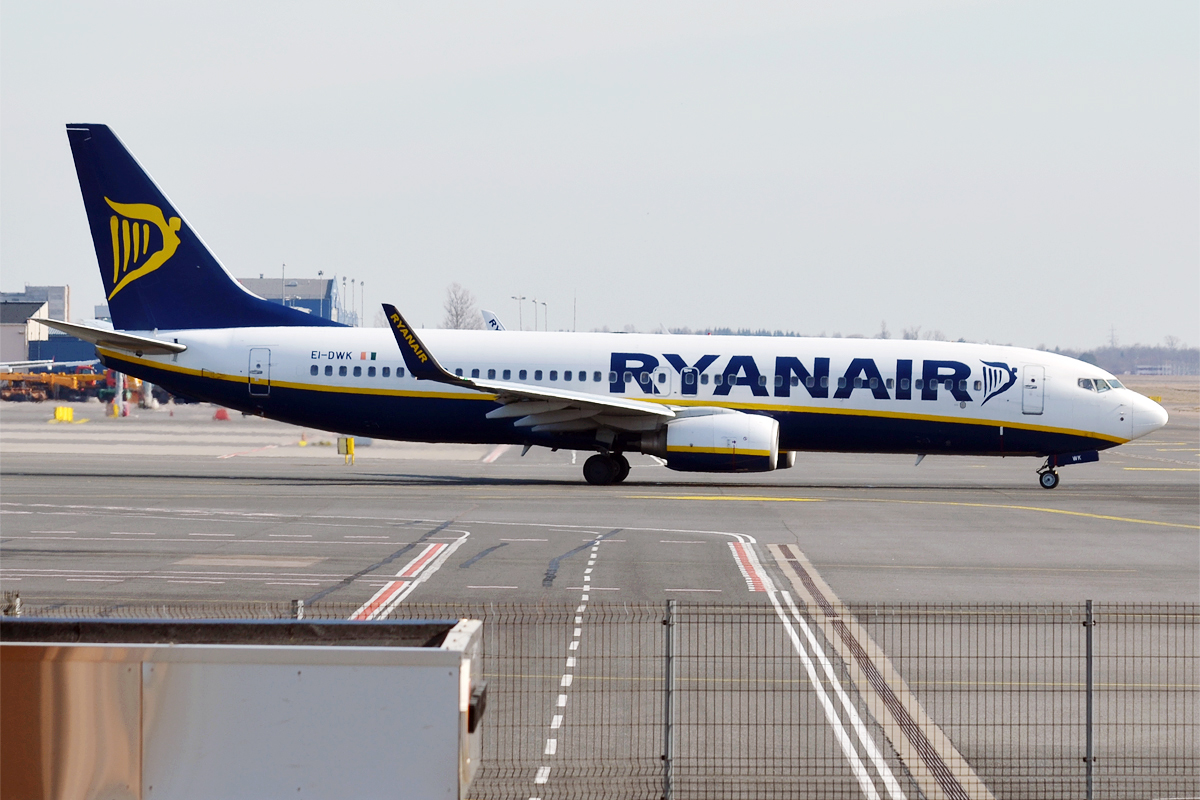
Boeing 737-800 de Ryanair.

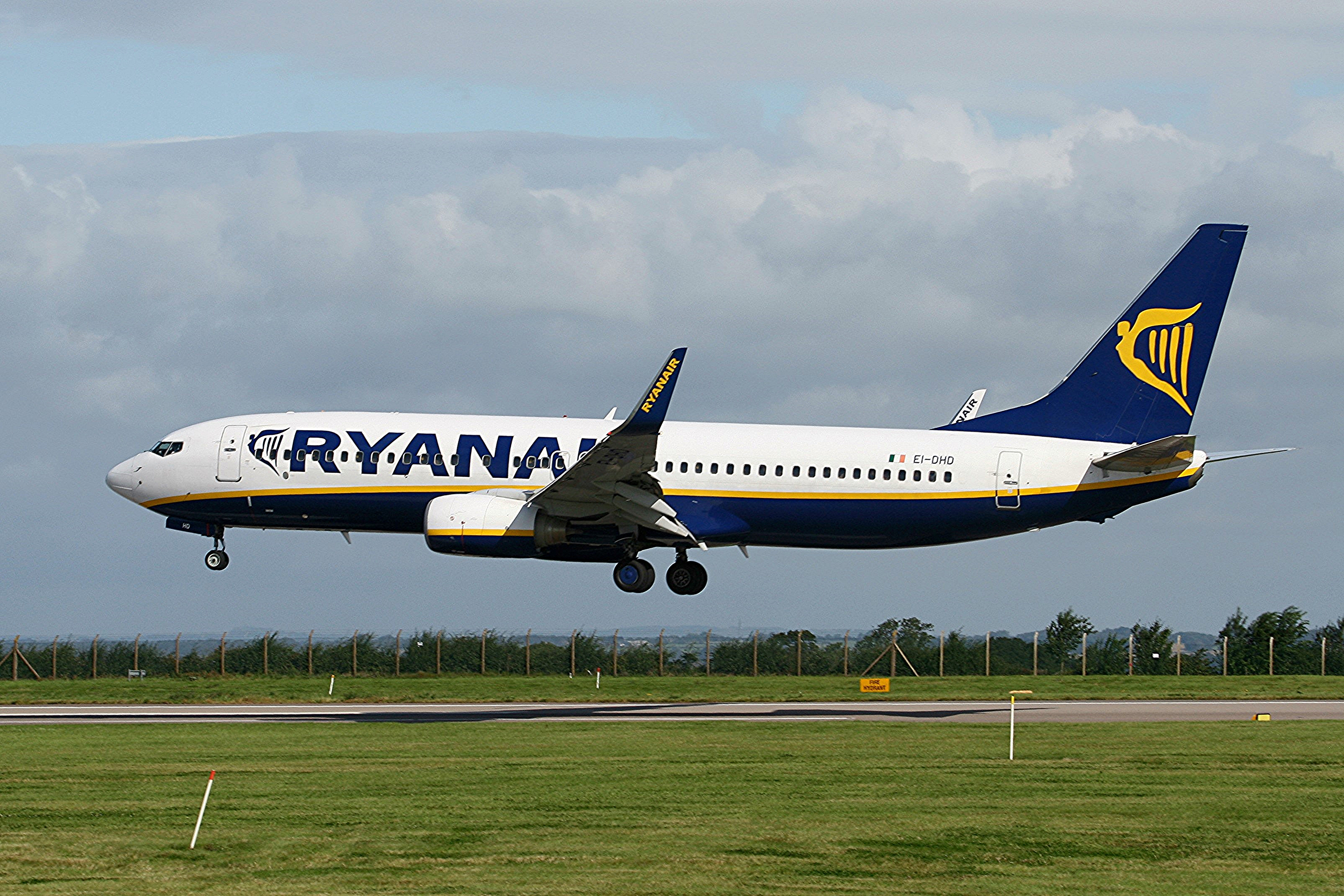
Boeing 737-800 de Ryanair.

Ryanair DAC (prononcé en anglais : [ˈɹaɪənɛəɹ]) est une compagnie aérienne à bas prix irlandaise fondée en 1984 dont le siège social est situé à Swords, en Irlande.
Ryanair est la première compagnie aérienne en Irlande, ainsi que sur le continent européen en nombre de passagers transportés (181,8 millions en 2023). Ses bases principales sont les aéroports de Dublin, Londres-Stansted et Charleroi Bruxelles-Sud. Ryanair n’est pas membre de l’IATA. En 2018, Ryanair était responsable d'environ 9,9 mégatonnes de CO2 ; cela fait de Ryanair l'un des dix émetteurs de CO2 de l'UE avec la plus grande quantité de gaz à effet de serre.

## Histoire
Ryanair fut fondée à Dublin par un homme d'affaires irlandais, Thomas Anthony dit « Tony » Ryan, en 1985, associé au propriétaire du voyagiste Club Travel, Liam Lonergan, avec un capital d'une livre irlandaise (1,30 €) et 25 employés[réf. souhaitée]. La compagnie ne proposait alors qu'une ligne aérienne : Dublin (via l'aéroport de Waterford) - Aéroport de Londres-Gatwick.
Depuis sa création en 1985, Ryanair a connu une grande croissance. En 20 ans, elle est passée de la catégorie de petite compagnie aérienne ne volant qu'entre Londres et Dublin à celle des plus gros transporteurs européens. Après le radical redressement de situation effectué par Conor Hayes entre les années 1991 et 1993, c'est Michael O'Leary, son PDG depuis 1994, qui a été le principal maître d'œuvre de la croissance de la compagnie. Les bénéfices de la compagnie ont été investis pour faire de Ryanair un acteur principal du transport aérien à l'échelle du continent. Le chiffre d'affaires est passé de 231 millions d'euros en 1998 à environ 843 millions en 2003 et les bénéfices nets sont passés de 48 millions d'euros à 239 millions dans la même période. Dans un marché où environ une compagnie sur 10 survit et où même des géants tels que American Airlines et Delta Air Lines doivent lutter, le succès de Ryanair a trompé plus d'un analyste industriel. Cependant, depuis les Attentats du 11 septembre 2001, on retrouve cette même croissance chez d'autres transporteurs à bas prix tels que Southwest Airlines ou JetBlue.
En 2001, Ryanair a ouvert sa première base sur le continent européen à l'aéroport de Charleroi Bruxelles-Sud.
Durant la dernière décennie, le nombre de passagers transportés par Ryanair a connu une croissance annuelle de 25 % environ, passant d'un peu moins de 700 000 au début des années 1990 à plus de 21 millions en 2003. Ceci est principalement dû à la création de nouvelles lignes et de nouvelles plateformes de correspondance dans toute l'Europe. Ryanair est ainsi devenue l'un des plus gros transporteurs européens et a même, en août 2004, transporté en Europe 20 % de passagers de plus que British Airways.
En 2015, Ryanair cède 29,8 % du capital qu’elle détenait dans Aer Lingus pour 398 millions d’euros, à la suite du rachat de celle-ci par le groupe IAG..
La compagnie annonce avoir transporté en 2016 117 millions de passagers contre 101,4 millions en 2015.
En mars 2018, Ryanair annonce l'acquisition d'une participation de 24,9 % dans l'ancienne compagnie aérienne Niki.
Fin août 2018, l'acquisition de 75 % dans le capital de l'ancienne compagnie, Niki (désormais Lauda) a été finalisée et acceptée par les autorités. Elle en acquiert les 25 % restants fin janvier 2019.
En mai 2020, dans un contexte de pandémie de Covid-19, la compagnie aérienne annonce la suppression de 3 000 emplois pour faire face à ses difficultés financières. Elle exige également de ses salariés français d'accepter des baisses de salaires allant de 10 à 20 % pour une durée de cinq ans, les menaçant de licenciement en cas de refus des syndicats.
Ryanair fait scandale en produisant la troisième publicité la plus signalée à l'autorité britannique de régulation de la publicité, dans laquelle elle encourageait les Britanniques à voyager, fin 2020, après s'être fait vacciner contre le COVID .
Sur l'exercice 2020-2021, fortement affecté par la pandémie de Covid, Ryanair affiche sa pire année depuis sa création avec une perte de 815 millions d'euros passant de 150 millions de voyageurs à seulement 27 millions.
La compagnie est visée par une plainte pour pratiques commerciales trompeuses de greenwashing en compagnie de 16 autres compagnies par 22 associations européennes de consommateurs en juin 2023.
Depuis 2015, Ryanair tente d'obtenir des créneaux sur l'aéroport de Paris-Orly pour concurrencer les compagnies EasyJet ou Transavia. Elle en obtient en 2025 et décide à compter du 1er avril 2025 de lancer deux lignes à savoir Orly-Bratislava en Slovaquie et Orly-Bergame en Italie. Finalement, Ryanair y renonce sans donner de raison,.

## Destinations

### Ryanair en France
Ryanair dessert 25 aéroports en France fin 2024:
• Aéroport de Bergerac Dordogne Périgord,
• Aéroport de Béziers Cap d’Agde,
• Aéroport de Biarritz Pays Basque,
• Aéroport de Brive-Vallée de la Dordogne,
• Aéroport de Carcassonne,
• Aéroport de Châlons-Vatry,
• Aéroport de Clermont-Ferrand Auvergne,
• Aéroport de Dole-Jura,
• Aéroport de Figari Sud Corse,
• Aéroport de Grenoble Alpes-Isère,
• Aéroport de La Rochelle-Île de Ré,
• Aéroport de Lille-Lesquin,
• Aéroport de Limoges-Bellegarde,
• Aéroport de Lourdes-Tarbes Pyrénées,
• Aéroport de Marseille-Provence,
• Aéroport de Nantes Atlantique,
• Aéroport de Nice-Côte d’Azur,
• Aéroport de Nîmes-Alès-Camargue-Cévennes,
• Aéroport de Paris-Beauvais-Tillé,
• Aéroport de Perpignan-Rivesaltes,
• Aéroport de Poitiers-Biard,
• Aéroport de Rodez-Aveyron,
• Aéroport de Strasbourg-Entzheim,
• Aéroport de Toulouse-Blagnac,
• Aéroport de Tours-Val de Loire,

Destinations de Ryanair,

Elle a déjà quitté certains aéroports régionaux comme : Brest-Bretagne (2005 et 2022), Lorient-Bretagne Sud (2019), Rennes-Bretagne (2014), Dinard-Saint Malo (2021), Bordeaux-Mérignac (2024), Angoulême-Cognac (2010), Saint-Étienne-Bouthéon (2006 et 2017)...
Elle sera restée 1 an à Rennes, 5 ans à Lorient, 22 ans à Dinard.
À la suite de l’augmentation de la taxe de solidarité sur les billets d’avion (TSBA) décidée par la France en 2025, Ryanair menace sérieusement de quitter certains aéroports régionaux comme celui de l'aéroport de Vatry et a décidé de réduire de moitié son activité dans l’Hexagone. Elle a envisagé aussi son départ d'une dizaine d'aéroports en France comme Perpignan, Béziers, Carcassonne, Limoges, Nîmes ou encore Grenoble. Finalement, elle réduira son activité 2025 de près de 5 en France et ne quittera pas les aéroports menacés.

## Flotte
En avril 2025, les appareils suivants sont en service au sein de la flotte de Ryanair :
Bases les plus importantes :
- Dublin : 33 Boeing 737-800/737 Max 8-200, un Boeing 737-700
- Londres-Stansted : plus d'une cinquantaine Boeing 737-800/737 Max 8-200
- Bruxelles Sud-Charleroi : 16 Boeing 737-800/737 MAX 8-200

Ryanair reçoit une cinquantaine d'avions chaque année, soit un par semaine en moyenne. Afin de réaliser des économies sur les coûts d'entretien et d'exploitation des avions, la flotte de Ryanair est composée d'un unique modèle d'avion : le Boeing 737-800. Des avions de type ATR 42, BAC1-11 et Boeing 737-200 ont cependant aussi été utilisés pour les vols courts et moyens courriers. En 2011, Michael O'Leary a affirmé que la flotte était assez importante pour avoir un deuxième type d'avion. Depuis sa création, la compagnie a reçu plus de 400 Boeing 737-800 neufs dont 59 ont été revendus. Le 400e Boeing 737-800 a été livré en septembre 2017.
L'âge moyen de la flotte de Ryanair est de 6,8 ans au 1er avril 2018.
Boeing annonce en mars 2013 être en négociation avec la compagnie pour l'achat de 175 Boeing 737, pour un montant total de 15,6 milliards de dollars. Cette commande a été validée lors du salon du Bourget 2013 où la compagnie prévoit même de faire une commande de 200 Boeing 737 Max 8 d'ici fin 2014.
Le 8 septembre 2014, Ryanair annonce à Boeing un achat de 100 Boeing 737 Max 8-200 (+100 options) d'une capacité de 197 passagers.
En novembre 2015, Ryanair présente ses nouvelles cabines présentes dès janvier 2016, avec un éclairage d'ambiance LED, des cloisons redessinées et des rangements de bagages plus grands. De nouveaux sièges seront installés, appelés slimline (ultra-fins) avec plus d'espace pour les jambes. Tous les appareils livrés entre 2016 et 2024 (y compris les Boeing 737 Max 8) auront cet intérieur. Ce changement s'inscrit dans le programme Always Getting Better.
Le 24 avril 2018, Ryanair passe commande de 25 Boeing 737 Max 8 haute densité, portant à 135 le nombre total d'exemplaires attendus.
Durant l'année 2020, alors que les autres compagnies souffrent de la crise du coronavirus, Ryanair augmente son nombre de Boeing 737 Max 8-200 commandés à 210 appareils.
À la suite des nombreux problèmes liés aux Boeing 737 Max, Ryanair a décidé de fermer six de ses bases en mars 2020, à savoir Gérone-Costa Brava, Ténériffe Sud-Reine Sofia, Lanzarote-Arrecife, Las Palmas de Gran Canaria, Stockholm-Skavsta et Nuremberg-A. Durer.
Durant l'année 2022, la compagnie a décidé de fermer plusieurs bases comme Bruxelles-Zaventem, Francfort et Athènes pour leurs taxes jugées "trop chères" après de nombreuses menaces de fermeture.
Le mardi 9 mai 2023, Ryanair fait une commande de 300 Boeing 737 Max 10 dont 150 en option. La compagnie low-cost prévoit que la moitié de cette commande remplacera les anciens NG, tandis que les 150 avions restants faciliteront une croissance contrôlée et durable à un peu plus de 300 millions de passagers par an d'ici 2034. Selon la compagnie, Ils seront plus économes en carburant et dotés d'une technologie plus verte offrant 21 % de sièges en plus, consommeront 20 % de carburant en moins et sont 50 % plus silencieux que les B737-NG.
La fiabilité et la sécurité des avions de ce modèle, au vu des nombreux accidents et graves controverses l'impliquant, sont toutefois légitimement remises en question.

### Flotte historique

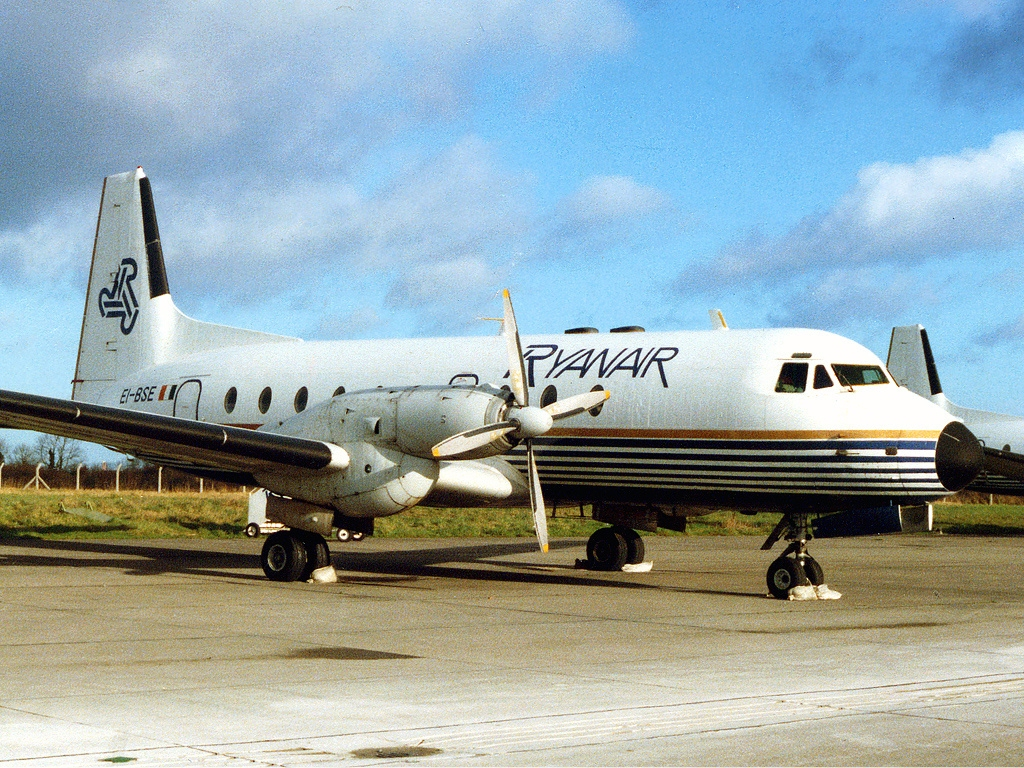
Hawker Siddeley HS.748 en 1989
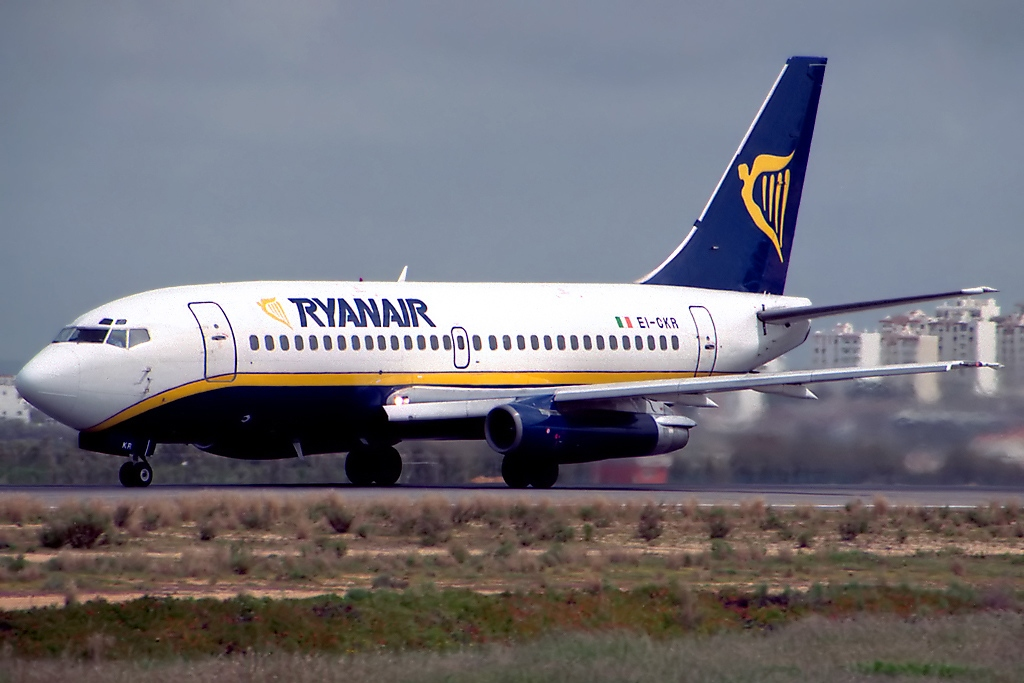
Boeing 737-2K2(Adv) de Ryanair
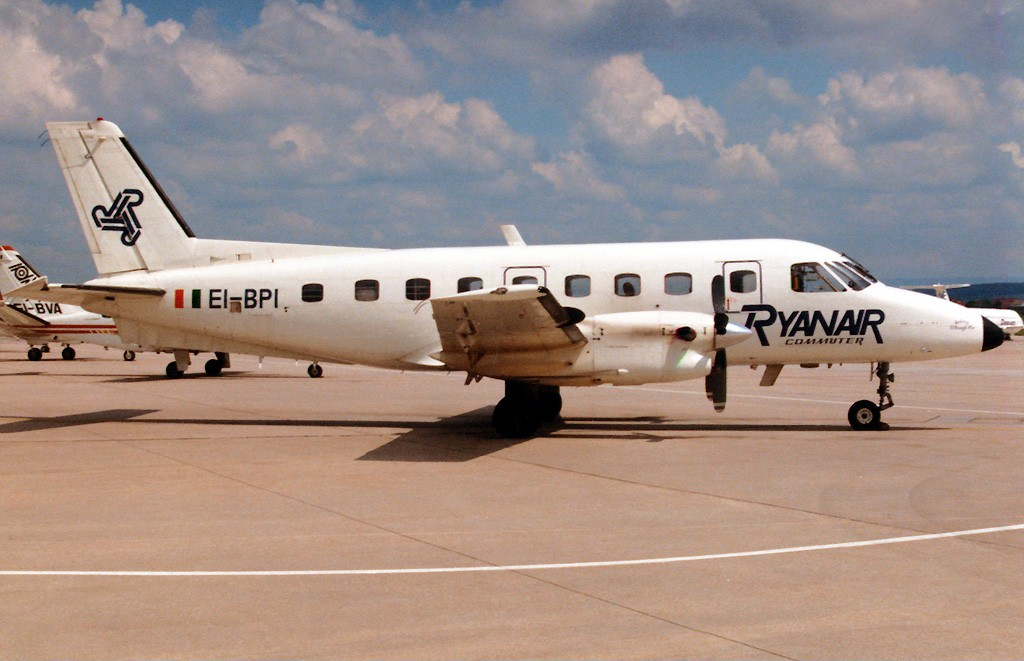
Embraer EMB-110
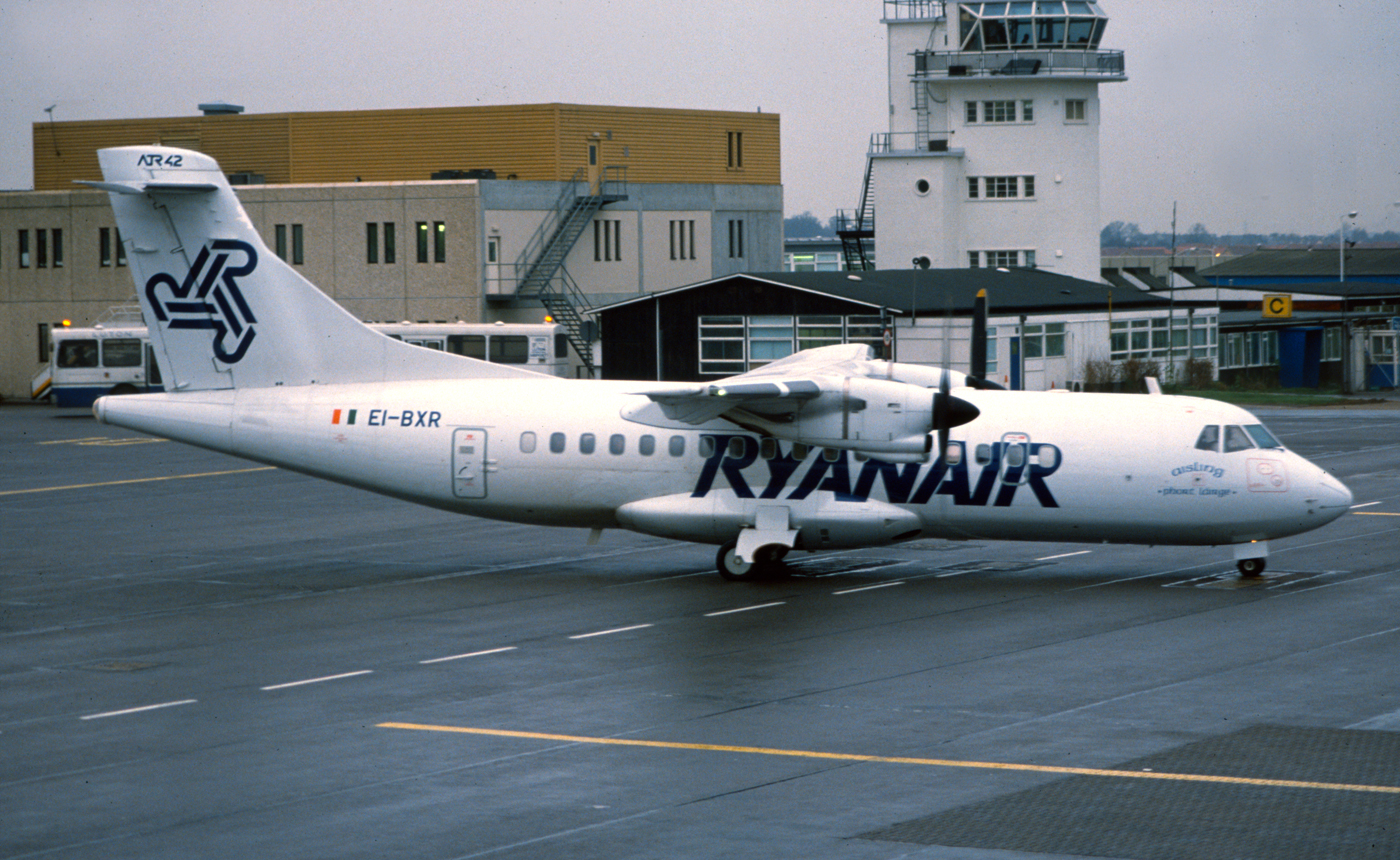
ATR 72-200 (EI-BXR)
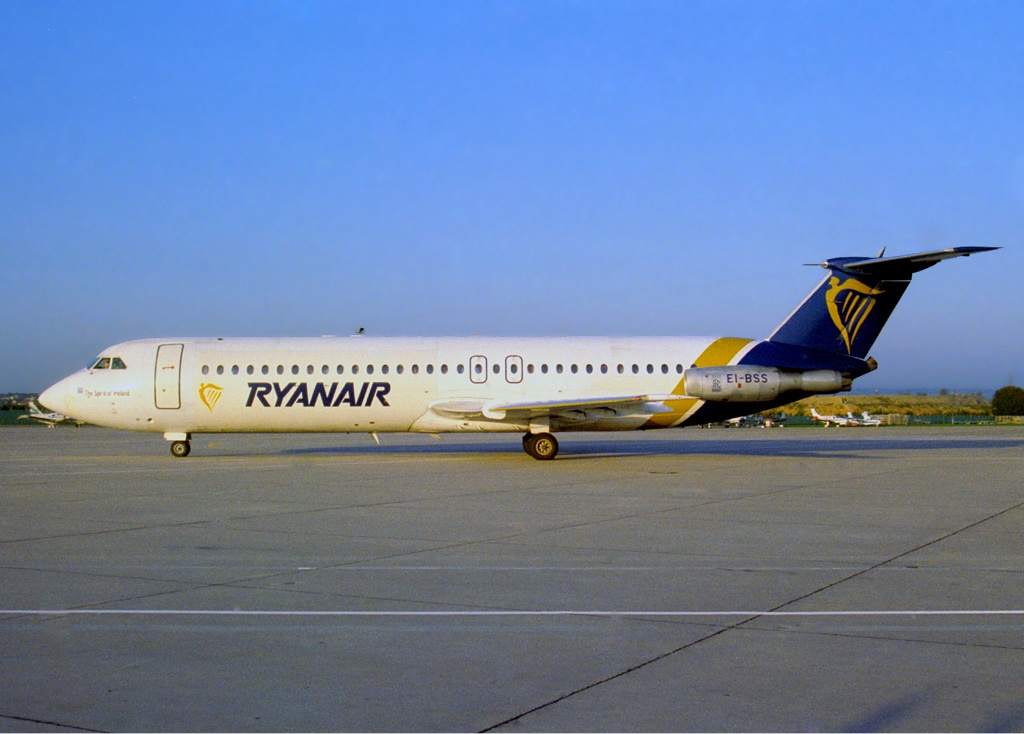
British Aircraft Corporation BAC 1-11
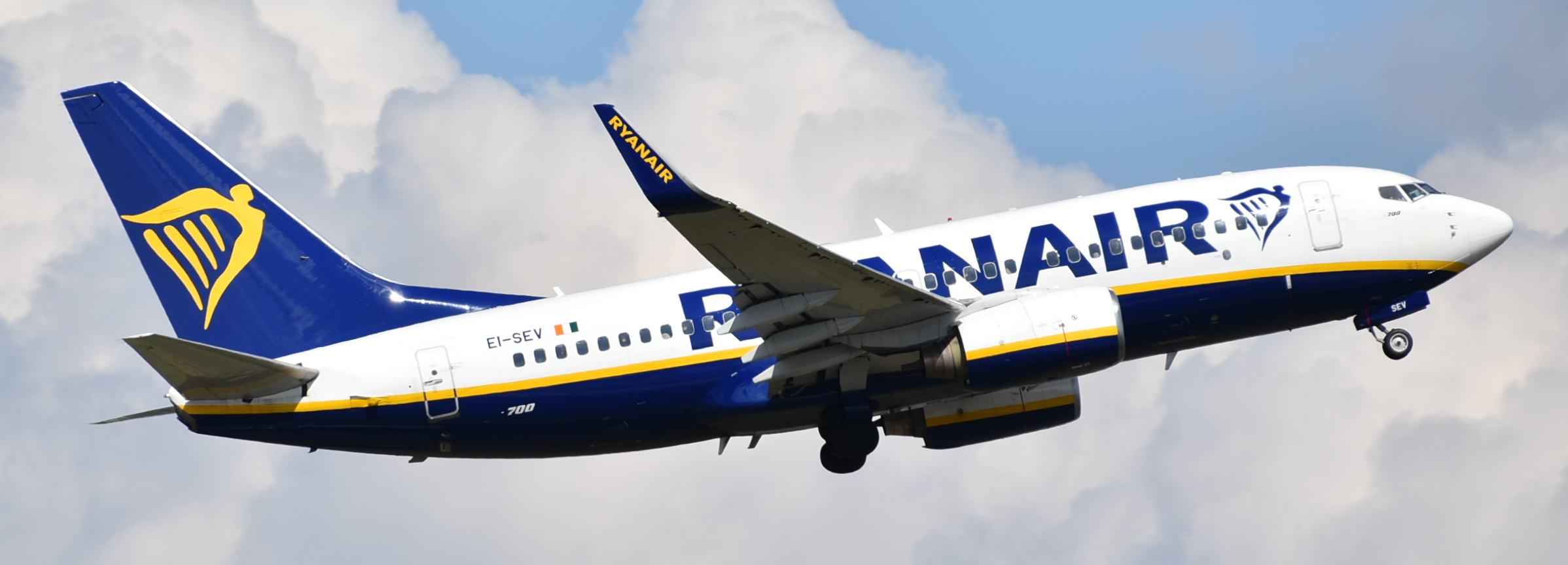
Boeing 737-700

## Livrées de Ryanair

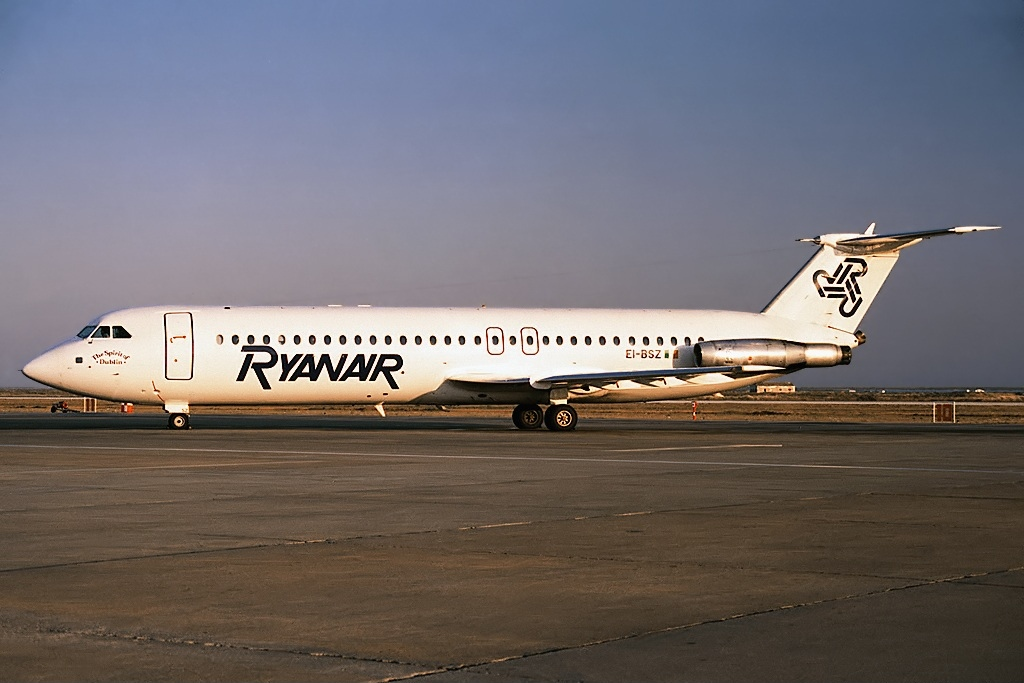
Une des premières livrées historiques de la compagnie
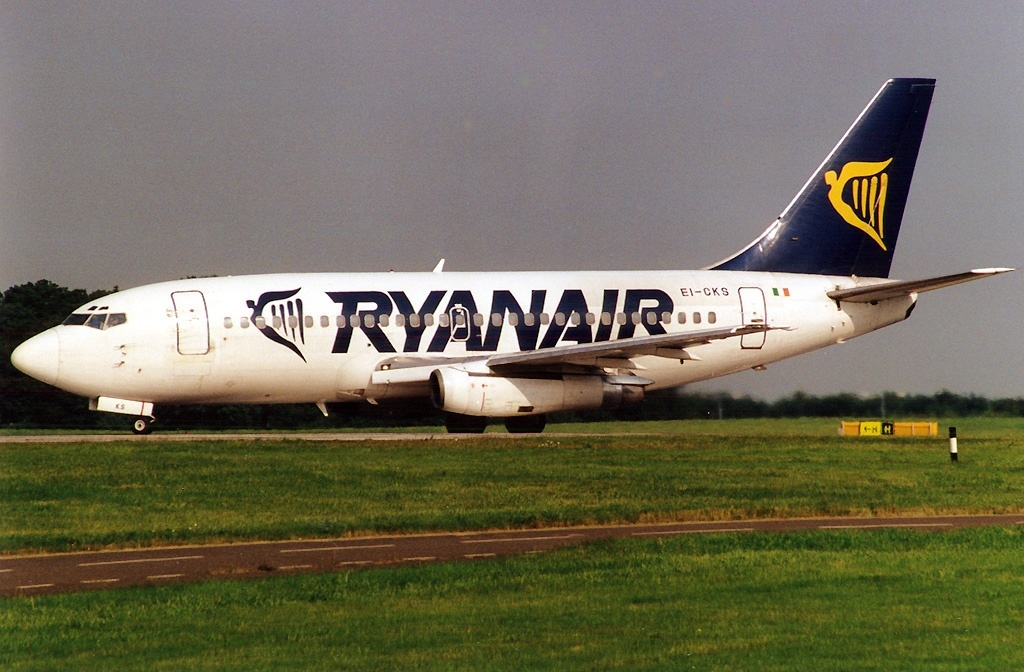
Boeing 737-2T5-Adv de Ryanair
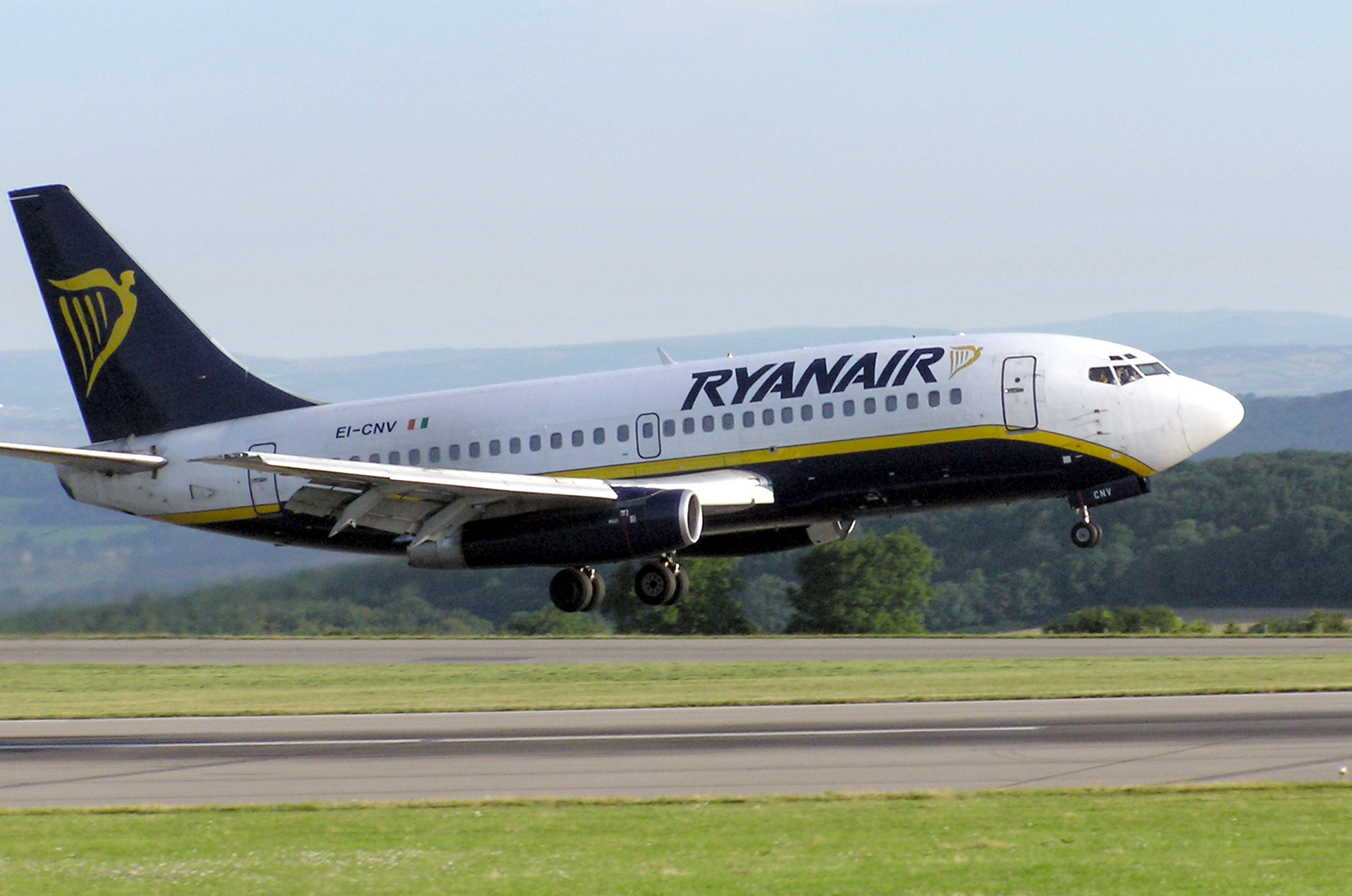
Livrée précédant la livrée actuelle
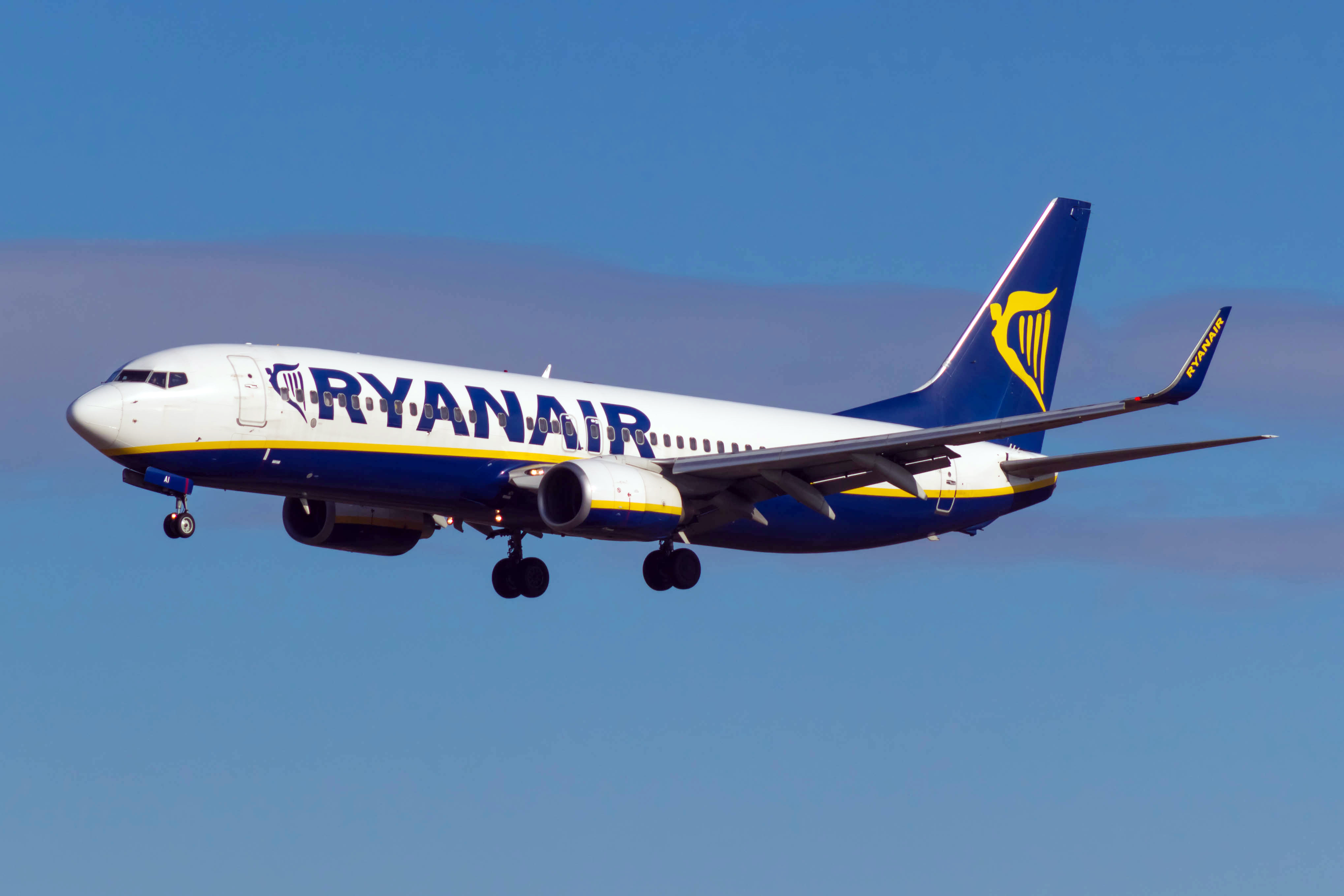
Boeing 737-800 de Ryanair avec la livrée actuelle

### Livrées spéciales

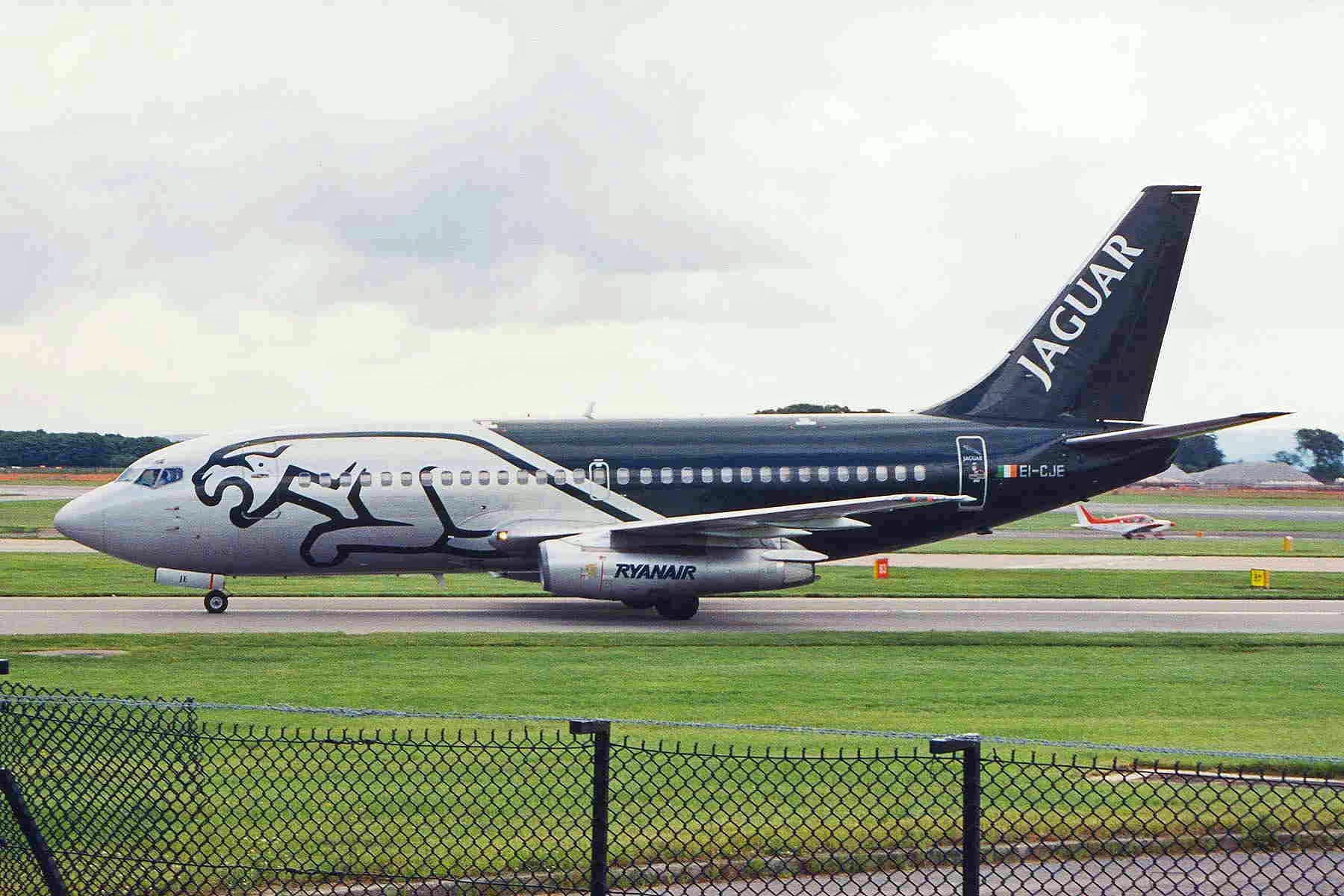
Le Boeing 737-204 de Ryanair immatriculé EI-CJE dans une livrée à l'effigie de Jaguar le 6 juin 1999
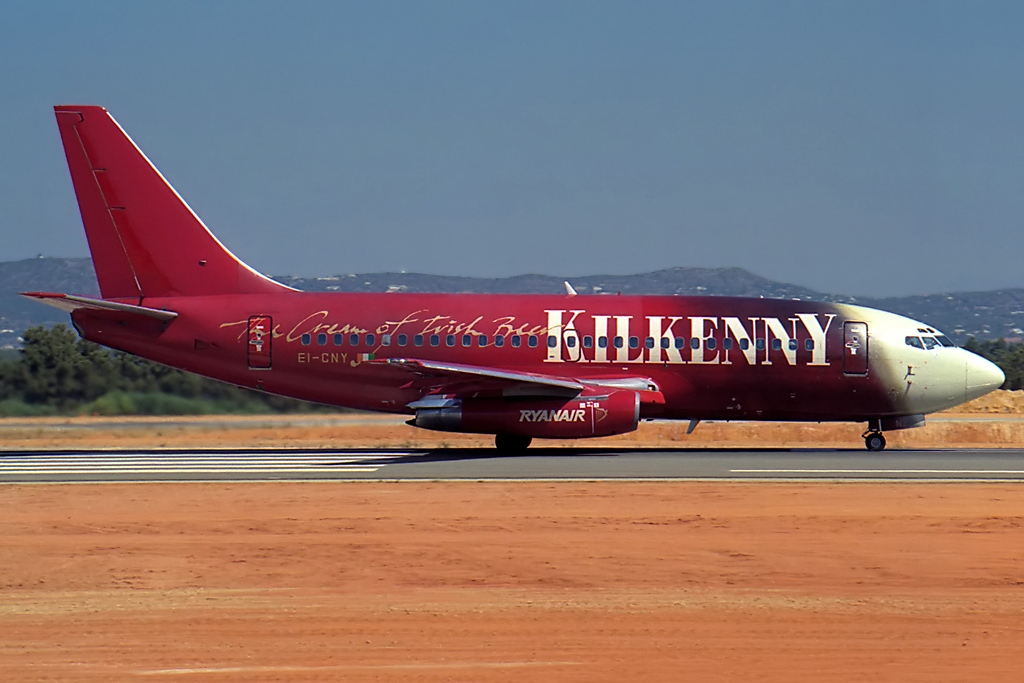
Boeing 737-230(Adv) de Ryanair, livrée promotionnelle pour Kilkenny
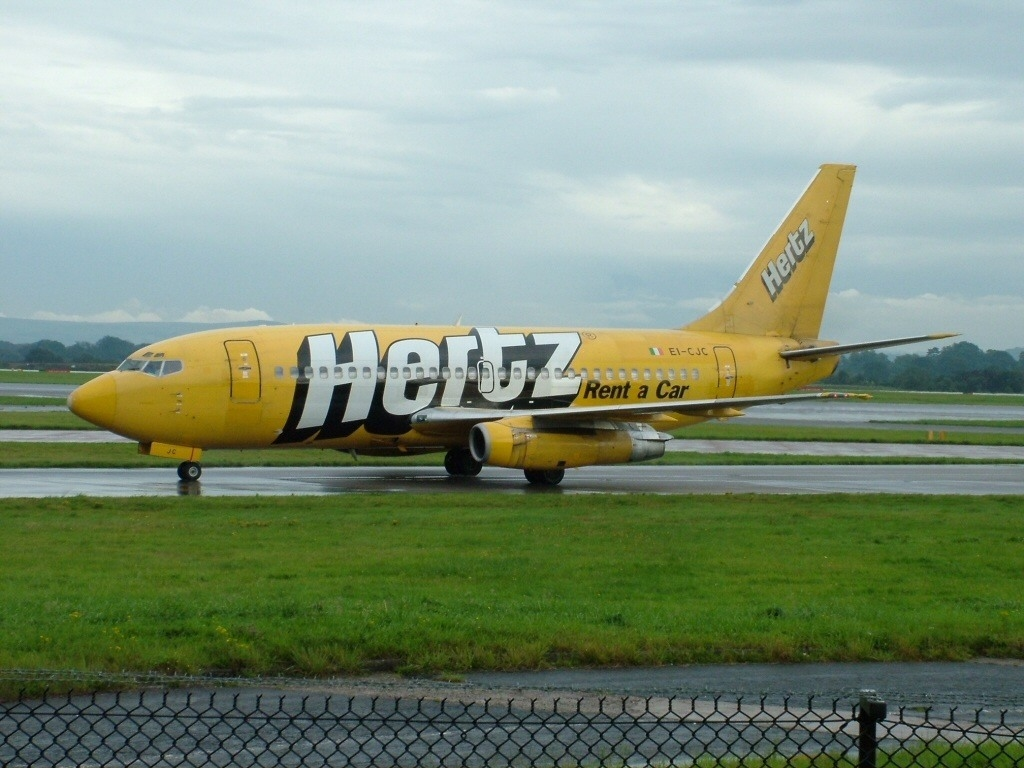
Boeing 737-204 Adv.de Ryanair aux couleurs de Hertz en 2004
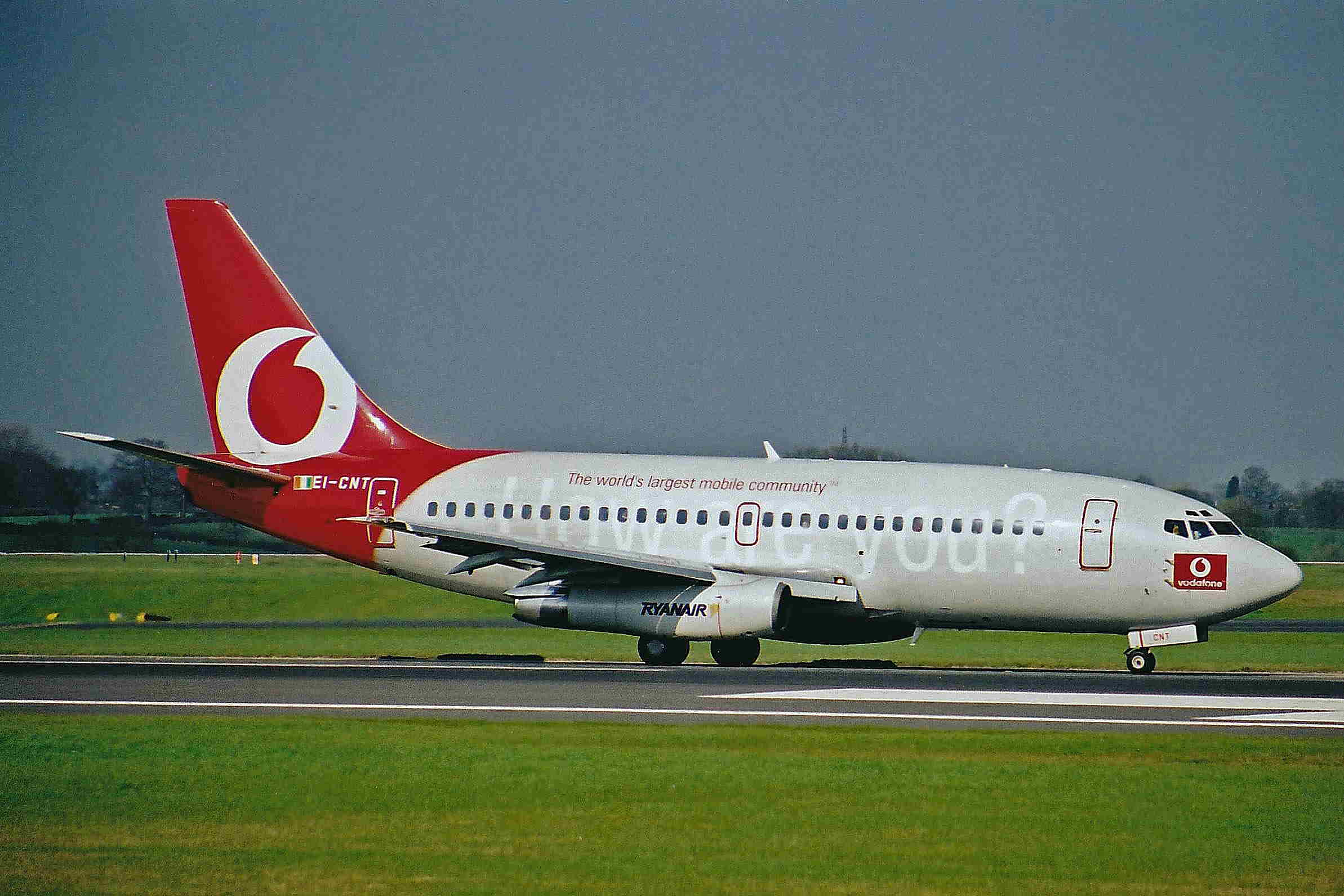
Boeing 737-230 de Ryanair aux couleurs de Vodafone en 2002
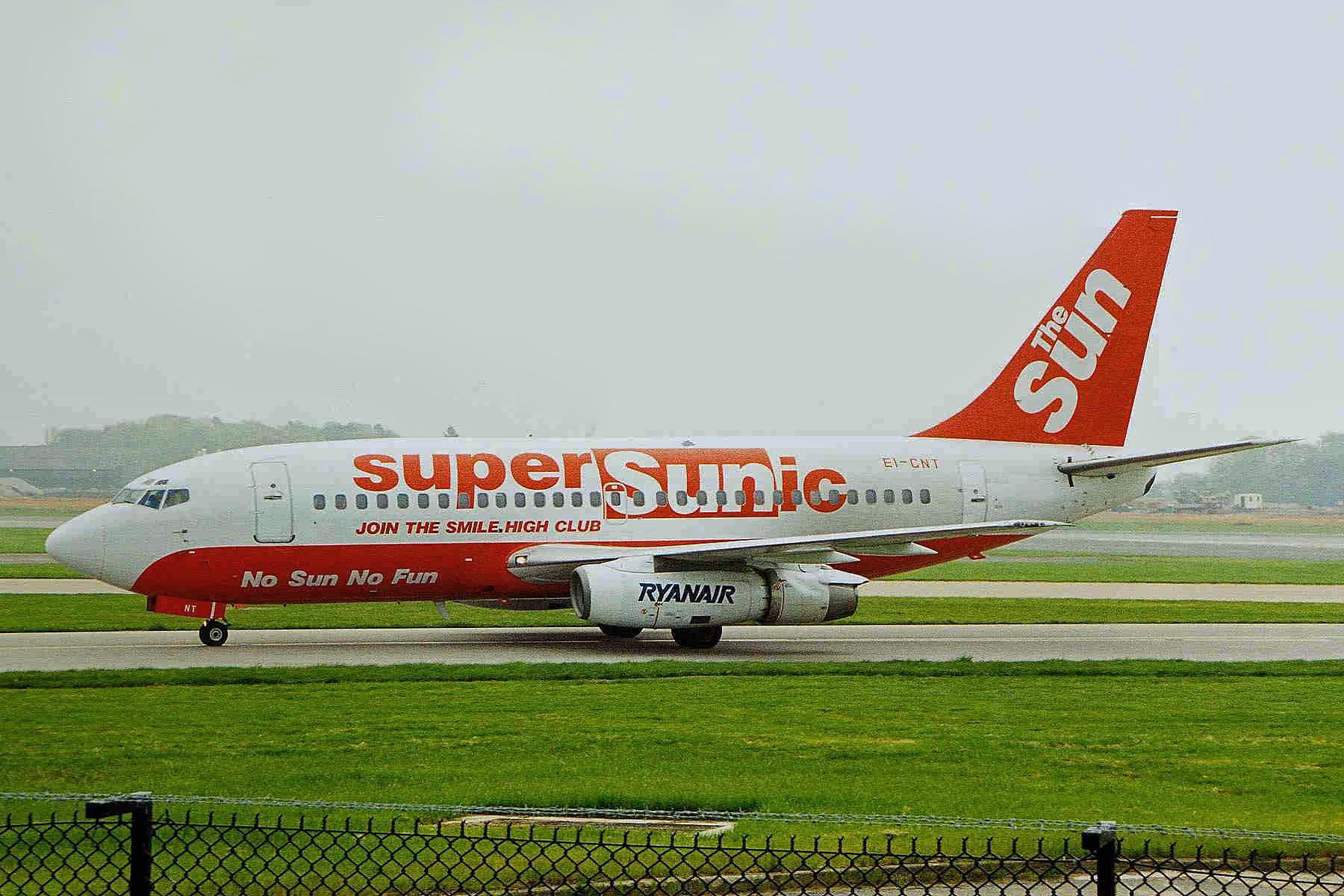
Boeing 737-230 de Ryanair, livrée publicitaire pour The Sun en 1999
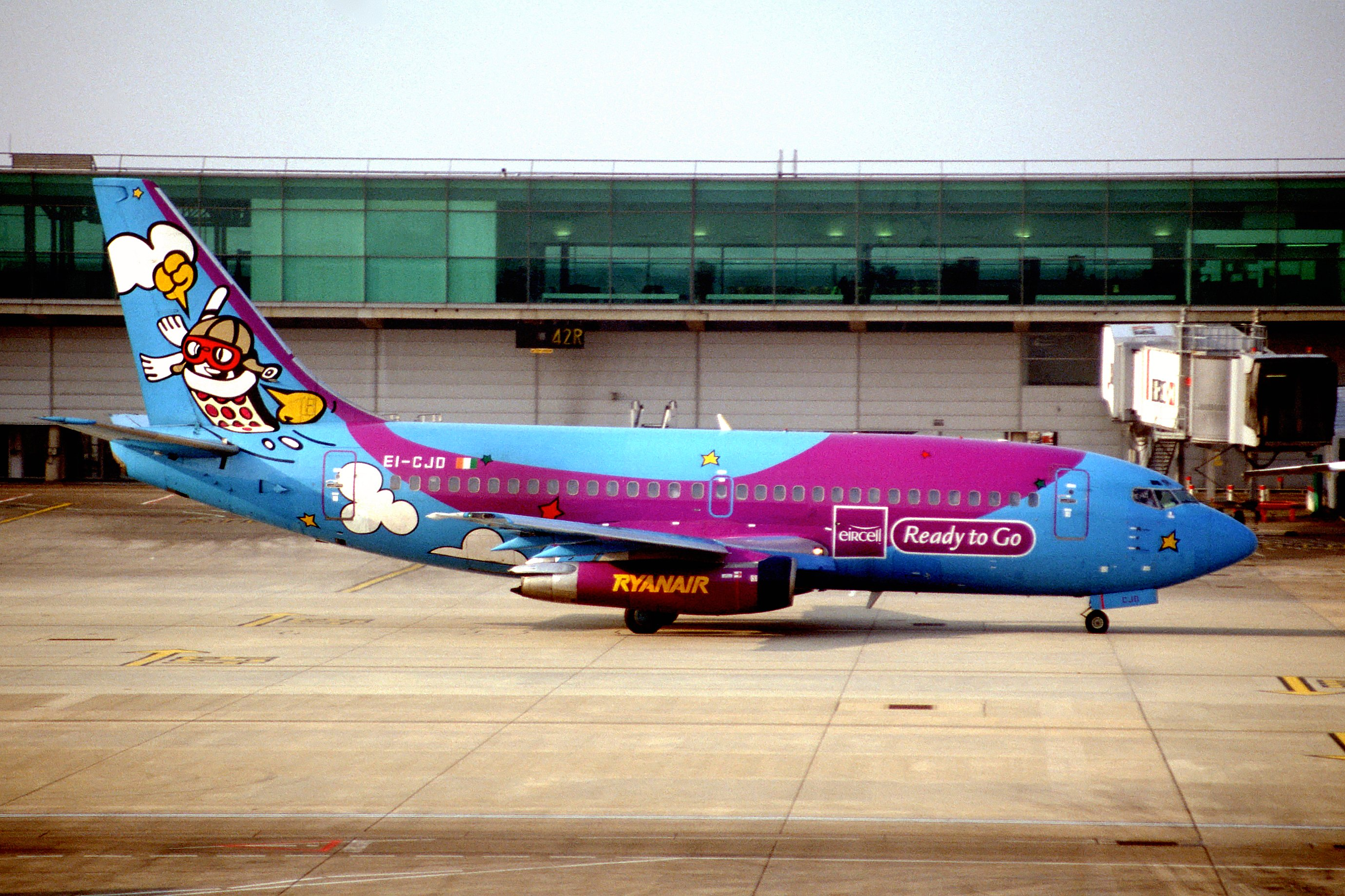
Boeing 737-204 en 2003, avec une livrée spéciale pour Eircell
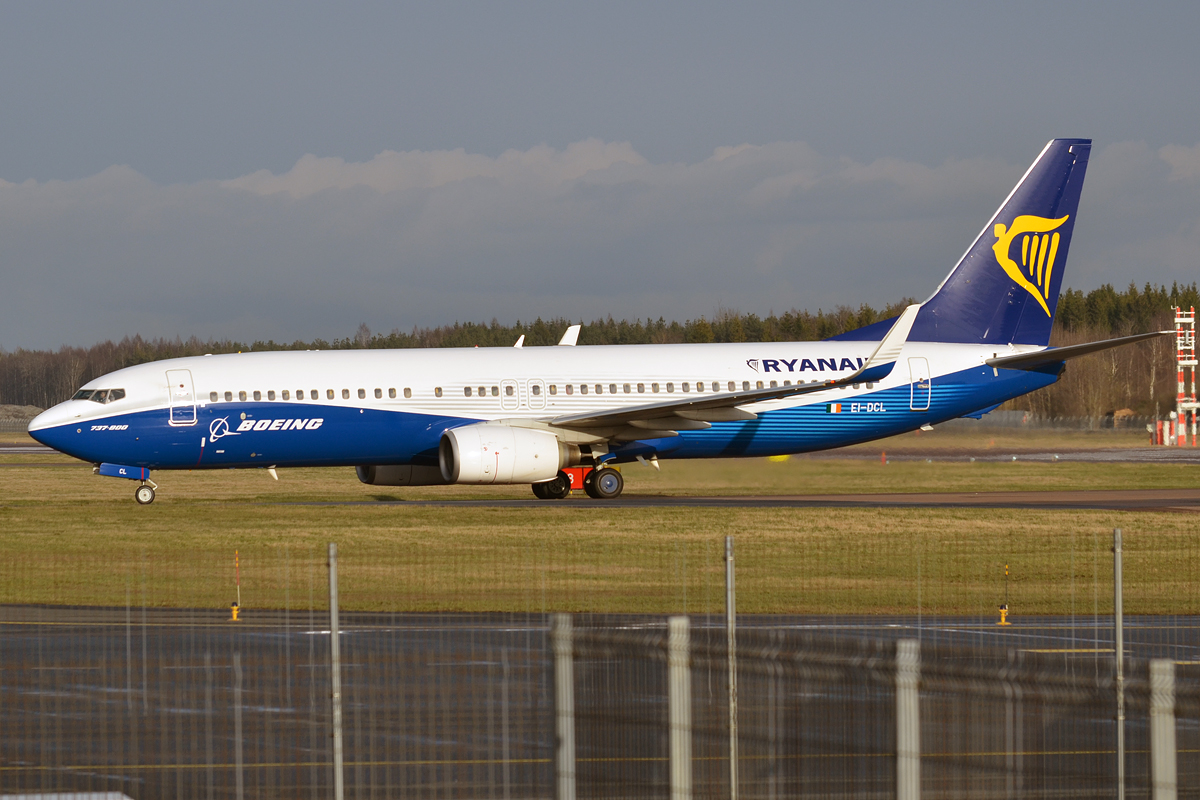
Livrée hybride constructeur (Boeing) et Ryanair

## Uniformes
En début septembre 2015, Ryanair a dévoilé ses nouveaux uniformes dans le cadre du programme Always Getting Better visant à améliorer l'image de la marque.
Le « bleu Chelsea » est remplacé par un « bleu royal ». Couleur distinctive de la compagnie, le jaune reste présent, sous la forme d’un imperméable et d’un foulard pour les hôtesses, d’une cravate à rayures pour les stewards, et de certains détails sur les vestes.

## Aspects environnementaux
Avec plus de 9,9 millions de tonnes de CO2 émises en 2018, Ryanair est le dixième plus gros émetteur d’Europe.
La Fédération européenne pour le transport et l'environnement regrette que le secteur soit « sous-taxé et sous-réglementé », et se prononce pour l'instauration d'une « taxe sur le kérosène et l’introduction de mandats obligeant les compagnies aériennes à passer au carburant pour réacteur à zéro émission ».
En juillet 2017, à la suite de l'annonce d'une taxe « écocontribution » visant les transporteurs aériens qui opèrent à partir du territoire français, Michael O’Leary déclare que Ryanair contribuait à hauteur de quatre euros de taxes environnementales par passager et par voyage.

## Aspects financiers
Le modèle économique de Ryanair repose davantage sur les subventions que sur les ventes de billets.
Selon un rapport de la Cour des comptes remis en juillet 2008, pour les villes et les régions la plupart des investissements réalisés auprès de Ryanair ne sont pas rentables, voire largement déficitaires. En outre, les contrats qui lient les gestionnaires d'aéroport à Ryanair sont léonins (En droit, la clause léonine est une clause qui attribue à un cocontractant des droits absolument disproportionnés par rapport à ses obligations), et parfois illégaux. La compagnie irlandaise a reçu 2,1 millions d'euros de la chambre de commerce de Tours ; 4 millions d'« aides marketing » à Carcassonne, rehaussés d'une participation au budget de l'aéroport de 3 millions d'euros ; 4 millions d'euros à Nîmes ; 7,4 millions à Beauvais-Tillé, etc. Par ailleurs, pour accueillir Ryanair, l'aéroport doit subventionner chaque ouverture de ligne (entre 200 000 et 500 000 euros par an, sur une durée maximale de trois ans).
D'après une étude de l’ONG Transport & Environment publiée en juillet 2019 « parmi tous les aéroports desservis par Ryan Air dans l'Union européenne, un quart d’entre eux seraient déficitaires et maintenus sous perfusion grâce aux subventions publiques ».

### Actionnaires
Liste des principaux actionnaires au 19 mars 2024
| HSBC                 | 8,002 %  |
| Société Générale     | 5,877 %  |
| BNP Paribas          | 4,276 %  |
| Michael O'Leary      | 3,873 %  |
| Merrill Lynch        | 3,158 %  |
| Rothschild & Co      | 2,534 %  |
| Baillie Gifford & Co | 1,896 %  |
| Elevate Capital (en) | 0,6527 % |
| Erste Group          | 0,2617 % |
| Eurizon Capital (en) | 0,2220 % |

### Données financières
En 2009 (année fiscale 2009, du 1er avril 2008 au 31 mars 2009), le chiffre d'affaires de Ryanair est de 2 942 millions d'euros et ses bénéfices atteignent 105 millions d'euros
| Années (1er avril-31 mars)  | 2004  | 2005  | 2006  | 2007  | 2008  | 2009  | 2010  | 2011  | 2012  | 2015  | 2016   |
| --------------------------- | ----- | ----- | ----- | ----- | ----- | ----- | ----- | ----- | ----- | ----- | ------ |
| Chiffre d'affaires          | 1 319 | 1 693 | 1 693 | 2 237 | 2 714 | 2 942 | 2 988 | 3 630 | 4 325 | 5 654 | 6 536  |
| Résultat net part du groupe | +268  | +302  | +301  | +401  | +480  | +105  | +319  | +401  | +503  | +867  | +1 242 |

Fin avril 2015, la compagnie est victime d'une escroquerie par un virement frauduleux de 5 millions de dollars sur une banque chinoise.

## Communication

### Activité de lobbying auprès des institutions de l'Union européenne
Ryanair est inscrite depuis 2015 au registre de transparence des représentants d'intérêts auprès de la Commission européenne. L'entreprise déclare en 2015 pour cette activité des dépenses d'un montant compris entre 200 000 et 300 000 euros.

## Aspects sociaux
Ryanair est également très connue pour avoir mis en place des pratiques sociales non conformes au droit des salariés, destinées à réduire ses coûts. En 2005, la direction a interdit à ses salariés de recharger leurs téléphones portables sur leur lieu de travail. Elle a également proposé une augmentation de 3 % des salaires, à l'exclusion du personnel syndiqué, en évoquant l'intérêt de la négociation individuelle.
En septembre 2004, les pilotes avaient créé la Ryanair European Pilots Association (REPA), et disposaient d'un forum sur Internet à travers lequel ils pouvaient échanger leur avis sur Ryanair. La compagnie a infiltré ce forum (qui nécessitait un mot de passe) par l'intermédiaire d'un « informateur ou d'un traitre parmi les pilotes » selon le juge Smyth, de la Haute Cour de Justice irlandaise. Ryanair a demandé à la justice de révéler les identités des membres du forum. Le juge Smyth a rejeté la demande de Ryanair car les arguments présentés étaient « sans fondement et faux ».
La société a été mise en examen par un juge d'Aix-en-Provence pour « travail dissimulé », « emploi illicite de personnels navigant » et « prêt illicite de main-d'œuvre ». La compagnie a alors menacé de quitter Marseille. Elle sera ensuite condamnée par la Cour d'Appel d'Aix-en-Provence à une amende au pénal de 200 000 €, et à des dommages et intérêts de 8 M€ aux organismes sociaux (URSSAF, Caisse de Retraite et Pôle Emploi)
En 2011, à la suite d'une série de Drug tests réalisée sur le personnel navigant de Ryanair à l'aéroport de Charleroi, des actions syndicales sont déclenchées. Sept dossiers seront bientôt introduits au tribunal de Charleroi[pourquoi ?].
À la suite de l'annulation de plus de 20 000 vols entre septembre et mars 2018, révélant des conditions de travail non conformes au point de vue moral et éthique, les pilotes en particulier ont essayé par plusieurs moyens de se faire entendre afin de changer leurs conditions de travail. Ryanair a essayé de les menacer[réf. nécessaire], d'augmenter leurs primes, certaines bases ont accepté les nouvelles primes, d'autres non. Les pilotes avaient comme projet d'effectuer une « grève du zèle » qui a été pour finir, annulée. En décembre 2017, les pilotes, en collaboration avec des syndicats non reconnus et de pilotes d'autres compagnies, ont annoncé une grève le vendredi 15 décembre 2017 par les pilotes italiens, le 20 décembre en Irlande, au Royaume-Uni, en Allemagne, au Portugal et en Espagne. À la suite de l'annonce des premières grèves en 32 ans d'existence, Ryanair a accepté le 15 décembre 2017 d'intégrer des syndicats dans l'entreprise dans les six pays cités précédemment. « Nous allons maintenant traiter avec nos pilotes par le biais de structures syndicales nationales reconnues, et nous espérons que ces structures pourront faire l’objet d’un accord avec nos pilotes en tout début d’année prochaine (En 2018) » explique Michael O'Leary,,.
En 2018, une étude du gouvernement britannique révèle que la rémunération des femmes employées par l'entreprise est en moyenne inférieure de 71,8 % à celle des hommes. L'entreprise estime que l'écart s'expliquerait en partie par la prépondérance des hommes dans le métier de pilote, hautement rémunéré, bien que les autorités y voient « les symptômes d'un problème plus large ».
Depuis l'été 2018, Ryanair subit le plus important conflit social de son histoire : la grève des pilotes, suivie dans cinq pays (Irlande, Allemagne, Pays-Bas, Suède et Belgique), entraine la suppression de près de 400 vols.
Entre décembre 2017 et août 2018, Ryanair a reconnu plusieurs syndicats, notamment en Italie, avec la Anpac, Anpav,, Fit-Cisl. En Allemagne avec Verdi et avec UNITE au Royaume-Uni. Le tout premier accord, la toute première convention collective a été signé fin août 2018 avec le syndicat italien Anpac (qui a été accepté parmi une large majorité dans les 300 pilotes que représente Anpac). La signature de cet accord ouvre la voie à des congés parentaux ou des indemnités de licenciement, par exemple, aux 300 pilotes.

## Aspects concernant la sécurité

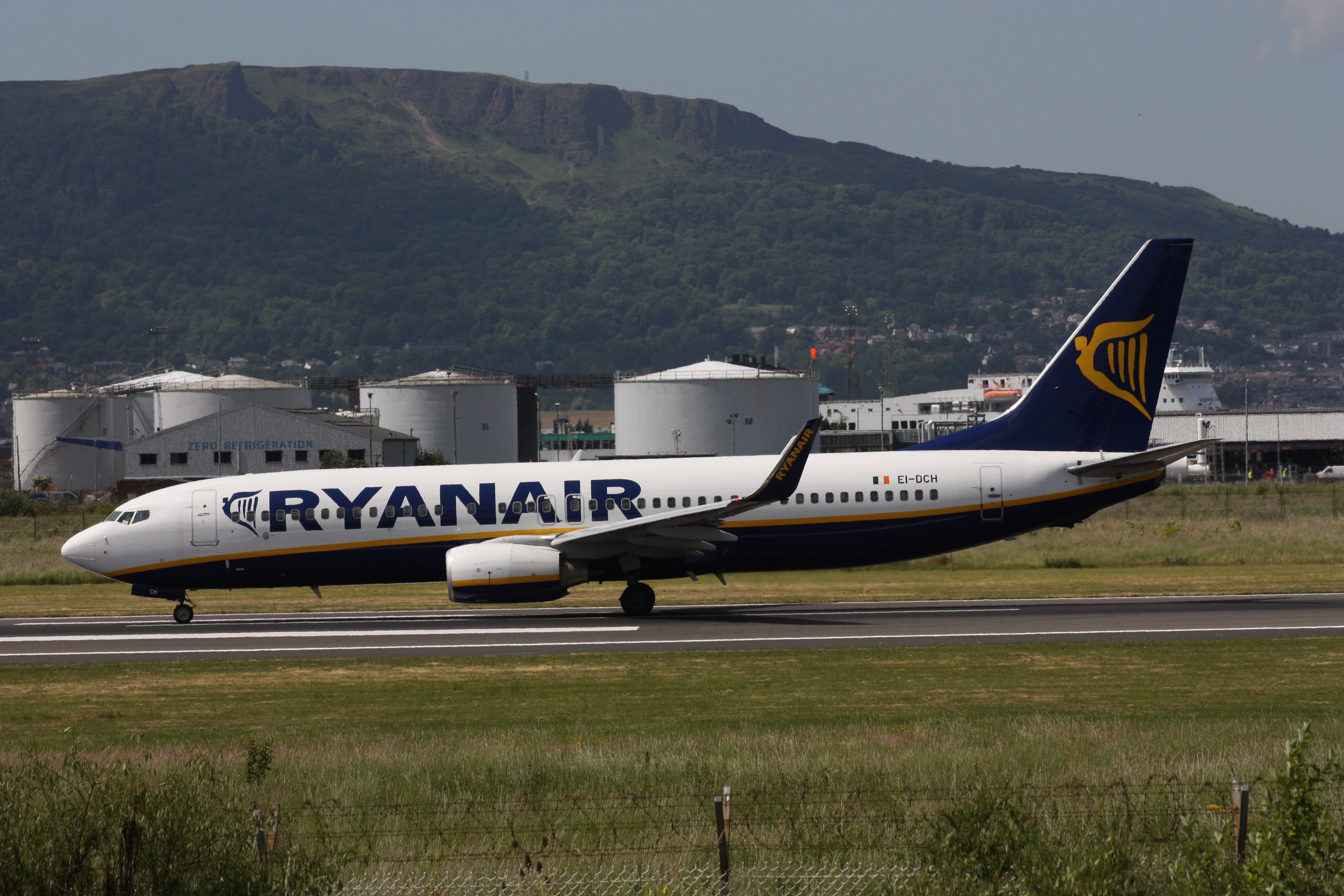
Ryanair Boeing 737-800, George Best Belfast City Airport.

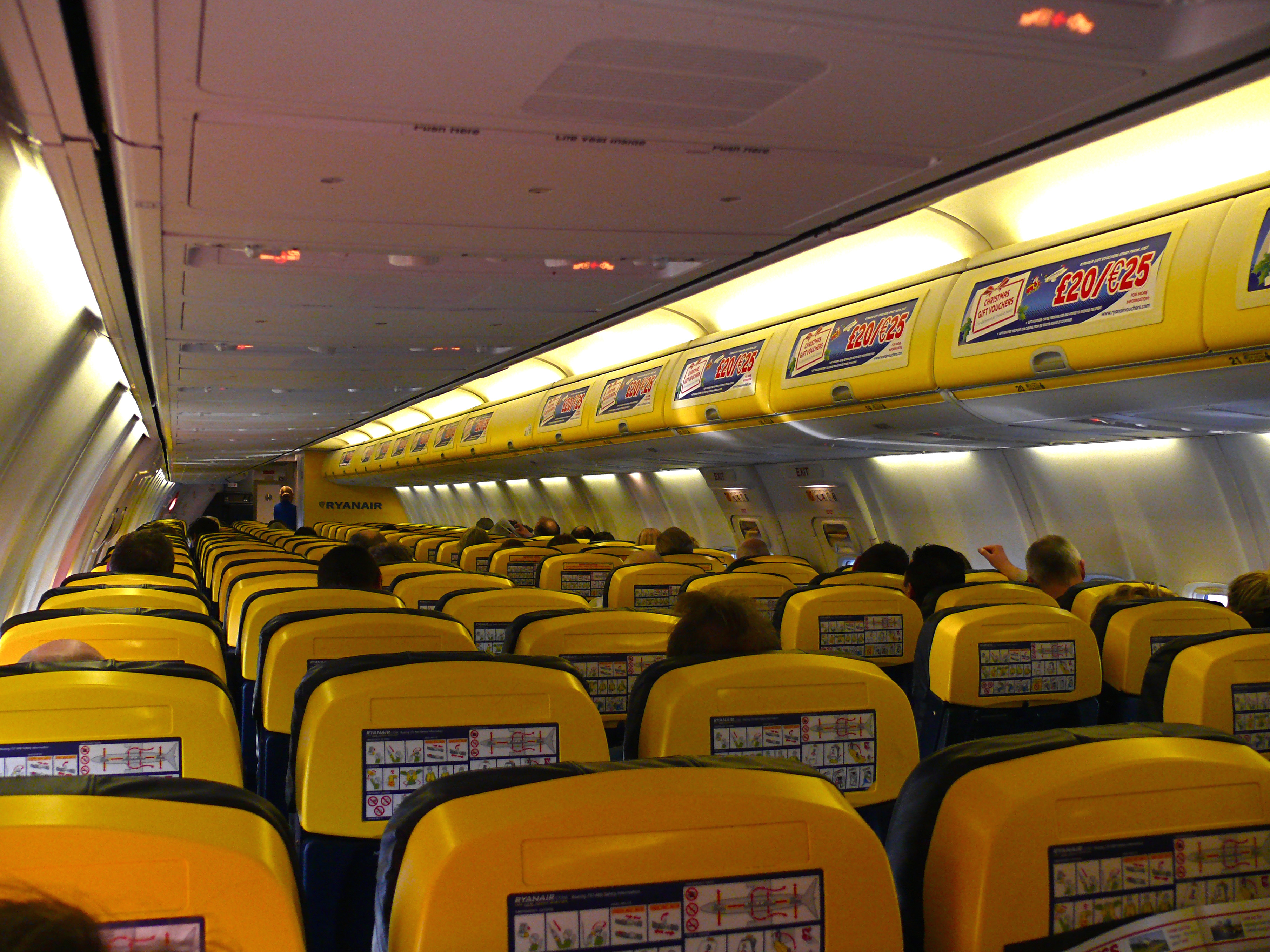
Cabine d'un Boeing 737-800 de Ryanair

Ryanair fait l'objet d'une polémique sur la limitation des emports de kérosène, certains affirmant que les réservoirs sont remplis du minimum de carburant nécessaire avec une très faible marge de sécurité pour permettre un trajet de vol. Il en résulte que toute déroute est rendue difficile voire impossible en cas d'incident(s) le nécessitant[citation nécessaire]. « Cette pratique incite, voire oblige les pilotes à se poser coûte que coûte sur l'aéroport de destination ». Le Syndicat National des Pilotes de Ligne (SNPL France-Alpa) est au courant de cette pratique et une enquête est en cours.[citation nécessaire]. La quantité de carburant emportée pour un vol répond en fait à des critères très stricts définis au niveau européen. Les incidents comme ceux relevés en Espagne auraient très bien pu avoir lieu sur n'importe quelle compagnie, à bas coût (low cost) ou non.
Ryanair est également pointée du doigt à cause de ses pilotes et des risques de sécurité liés à leur fatigue[citation nécessaire]. Par exemple, dans le rapport d’enquête technique établi à la suite d'un incident du 21 juillet 2004 où un pilote de Ryanair tente une manœuvre insensée pour se poser à Stockholm-Skavsta, le commandant de bord affirme qu’il a pris une mauvaise décision pendant la phase d'atterrissage, et que malgré les remarques de son copilote, il n’a pas pu corriger son erreur en raison d'un excès de fatigue à la suite de problèmes familiaux.
Le 15 août 2013, le pilote John Goss est licencié pour avoir critiqué le respect des normes de sécurité de la compagnie dans une émission de la chaîne Channel 4.

### Incidents aérien
La compagnie ne compte aucun accident mortel.
- Le 21 juillet 2004, un Boeing 737-800 (EI-CSA) assurant le vol Stansted-Stockholm-Skavsta procède à une approche trop rapide, avec une mauvaise configuration de volets et trop basse qui provoque le déclenchement du GPWS[64].
- Le 21 décembre 2007, un Boeing 737-800 (EI-DHS) assurant le vol Bergame-Cracovie est dérouté vers Lodz pour raisons météorologiques. Cette approche est également interrompue à l'altitude de décision faute de contact visuel avec la piste. L'équipage se dirige alors vers Varsovie et déclare une situation d'urgence (Mayday) pour un niveau de carburant bas[65].
- Le 10 mars 2008, un Boeing 737-800 (EI-DPO) assurant le vol Bristol-Katowice réalise une approche visuelle vers ce que l'équipage croit être l'aéroport de destination. À l'altitude de 500 pieds, l'équipage se rend compte de son erreur et remet les gaz. Le GPWS se déclenche. L'équipage effectue la seconde approche aux instruments[66].
- Le 21 mars 2008, un Boeing 737-800 (EI-DAF) assurant le vol FR1216 Charleroi-Limoges sort en bout de piste à l'atterrissage à la suite d'une mauvaise estimation des conditions météorologiques et de l'état de la piste malgré les informations transmises par le contrôle[67],[68].
- Le 25 août 2008, un Boeing 737-800 (EI-DAS) assurant le vol FR9336 Bristol-Gérone réalise une descente d'urgence de 8 000 m à la suite d'une dépressurisation explosive puis se pose sur l'aéroport de Limoges. Sur les 168 passagers, 26 ont été légèrement blessés aux oreilles et ont dû être hospitalisés. 127 passagers ont fini leur voyage sur un second avion arrivé de Londres plus tard dans la soirée et les personnes ne souhaitant pas revoler ont été acheminées en bus jusqu'à Girona[69].
- Le 10 novembre 2008, un Boeing 737-800 (EI-DYG) assurant le vol FR4102 Francfort-Hahn - Rome-Ciampino fait un atterrissage très dur à la suite de multiples collisions avec des oiseaux. L'avion fut détruit mais aucun passager ou membre d'équipage ne fut blessé[70].
- Le 19 novembre 2009, la nacelle de l'aile gauche du Boeing 737-800 (EI-DAI) assurant le vol Rome Ciampino-Dublin heurte la piste lors de l’atterrissage. Les dégâts sont mineurs, l'équipage n'a pas réalisé que la nacelle avait touché la piste[71].
- Le 14 mai 2010, un Boeing 737-800 (EI-DXY) assurant le vol entre Stansted et Alicante se déroute vers l'aéroport de Valence après deux approches interrompues du fait de la présence de cisaillement de vent. Lors de l'approche de l'aéroport de Valence l'équipage déclare une situation d'urgence (Mayday) pour un niveau de carburant bas[72].
- Le 6 janvier 2011, un Boeing 737-800 (EI-EFX) assurant le vol entre East Midlands et Alicante, après avoir été autorisé à l'approche de l'aéroport vers la piste 28, procède à l'atterrissage sans l'autorisation du contrôle[73].
- Le 14 avril 2011, un Boeing 737-800 (EI-EKB) de la compagnie entre en collision au roulage avec Boeing 767-300 à l'arrêt sur l'aéroport de Barcelone. Des passagers informent le personnel de cabine de la collision. L'équipage, étant persuadé de ne pas avoir touché le second avion, poursuit le vol[74].
- Le 11 février 2012, un Boeing 737-800 (EI-ENT) à l'approche de Londres Gatwick descend en dessous du plan de descente avec un déclenchement du GPWS et une alerte de la part du contrôle[75].
- Le 13 avril 2012, deux Boeing 737-800 (EI-EBA et EI-EVC) entrent en contact sur le tarmac de l'aéroport de Séville. Les appareils sont légèrement endommagés[76].
- Le 26 juillet 2012, des orages à l'aéroport Adolfo Suárez, de Madrid-Barajas obligent le contrôle à dérouter douze vols vers l'aéroport de Valence. Quatre équipages dont trois Boeing 737-800 de Ryanair (EI-EKK, EI-DHH et EI-ENM) déclarent une situation d'urgence (Mayday) pour un niveau de carburant bas lors de leur approche vers Valence. La CIAIAC inclut ces incidents dans son rapport sur l'incident du 14 mai 2010[réf. nécessaire].
- Le 23 septembre 2012, un Boeing 737-800 assurant le vol entre Manchester et Memmingem descend trop bas lors de la phase d’atterrissage avec un déclenchement du GPWS[77].
- Le 11 octobre 2012, un Boeing 737-800 (EI-DLD) assurant le vol FR1518 Eindhoven-Stansted continue le roulage au-delà du point autorisé et décolle sans autorisation du contrôle[78].
- Le 7 décembre 2012, l'équipage d'un Boeing 737-800 (EI-DWK) assurant le vol FR8414 Beauvais-Aéroport international de Budapest-Ferenc Liszt demande un atterrissage prioritaire du fait d'un niveau de carburant bas alors que l'aéroport de destination est fermé pour un problème technique[79].
- Le 15 février 2013 un Boeing 737-800 (EI-DWR) assurant le vol FR277 Stansted-Dublin ignore les instructions de roulage du contrôle et fait demi-tour sur la piste entraînant des retards sur huit vols suivants[80].
- Le 27 mars 2013, la queue d'un Boeing 737-800 (EI-DLE) touche la piste lors du décollage sur l'aéroport d'Alicante (tailstrike).
- En septembre 2017, Ryanair annonce l'annulation de 20 000 vols jusqu'en mars 2018, touchant 700 000 clients. La compagnie invoque « une mauvaise gestion des plannings des pilotes ». En interne, certains expliquent plutôt ces annulations par le départ de nombreux pilotes se plaignant de leurs conditions de travail[81].

- Le 23 mai 2021, un Boeing 737-800 de la compagnie Ryanair (n° de vol FR4978) en provenance d'Athènes et à destination de Vilnius, est détourné par un avion de chasse biélorusse (MiG-29), vers l'aéroport international de Minsk , avec à bord 171 passagers de différentes nationalités dont un opposant du gouvernement biélorusse, Roman Protassevitch, qui est alors arrêté[82],[83], [84].

## Aspects linguistiques
Le formulaire de contact client est exclusivement en anglais. L'obligation faite aux femmes enceintes de fournir un certificat rédigé en anglais suscite la polémique en Espagne et vaut à la compagnie le prix 2011 à titre étranger de la carpette anglaise,.

## Aspects juridiques
En 2004, Ryanair a été condamnée par la Commission européenne à rembourser 3,8 millions d'euros de subventions indûment perçues de la part de l'aéroport de Charleroi, en Belgique — décision non exécutée à ce jour. Ces subventions, qui constituent la base de la politique d'implantation de Ryanair dans les aéroports régionaux, ont été requalifiées en « aides d'État » contraires aux règles de la concurrence telles qu'édictées dans l'article 87 du Traité instituant la CE.
La compagnie a été condamnée le 5 février 2008 pour avoir publié dans Le Parisien une publicité reprenant une photo de Nicolas Sarkozy et Carla Bruni en vacances à Louxor (Égypte).
En mai 2010, la compagnie est condamnée à une amende de 3 millions d'euros par l'Organisation italienne de l'aviation civile pour avoir violé ses obligations légales d'assistance à ses passagers qui n'ont pu prendre leur vol à la suite des perturbations du trafic aérien à cause de l'éruption du volcan Eyjafjöll,.
En juillet 2011, la compagnie a été condamnée à une amende de 500 000 euros par l'autorité italienne de la concurrence pour avoir fait usage de pratiques commerciales incorrectes telles que des publicités trompeuses.
En 2013, en France, Ryanair est condamnée à payer plus de 8 millions d'euros de dommages et intérêts, pour avoir enfreint le droit social français à l'aéroport de Marseille.
En mai 2014, la Belgian Air Transport Association, qui réunit les principales compagnies aériennes belges (dont Brussels Airlines et Jetairfly), a porté plainte contre Ryanair pour concurrence déloyale.

### Aspects commerciaux
Les techniques commerciales utilisées par Ryanair, bien que décriées, ont permis à la compagnie de se hisser au sein des compagnies transportant le plus de passagers en Europe en 2006 (40 millions). Néanmoins, Ryanair ne respecte pas l’article 5 de la directive européenne sur le commerce électronique, qui exige des compagnies la fourniture d’une adresse électronique à leurs clients. Par ailleurs, l'appel du service clientèle est un service payant. Or en France, la loi interdit les appels surtaxés pour les appels destinés à faire « une réclamation » ou à obtenir « la bonne exécution du contrat ». Article L113-5 créé par Loi no 2008-776 du 4 août 2008 - art. 87 (V).

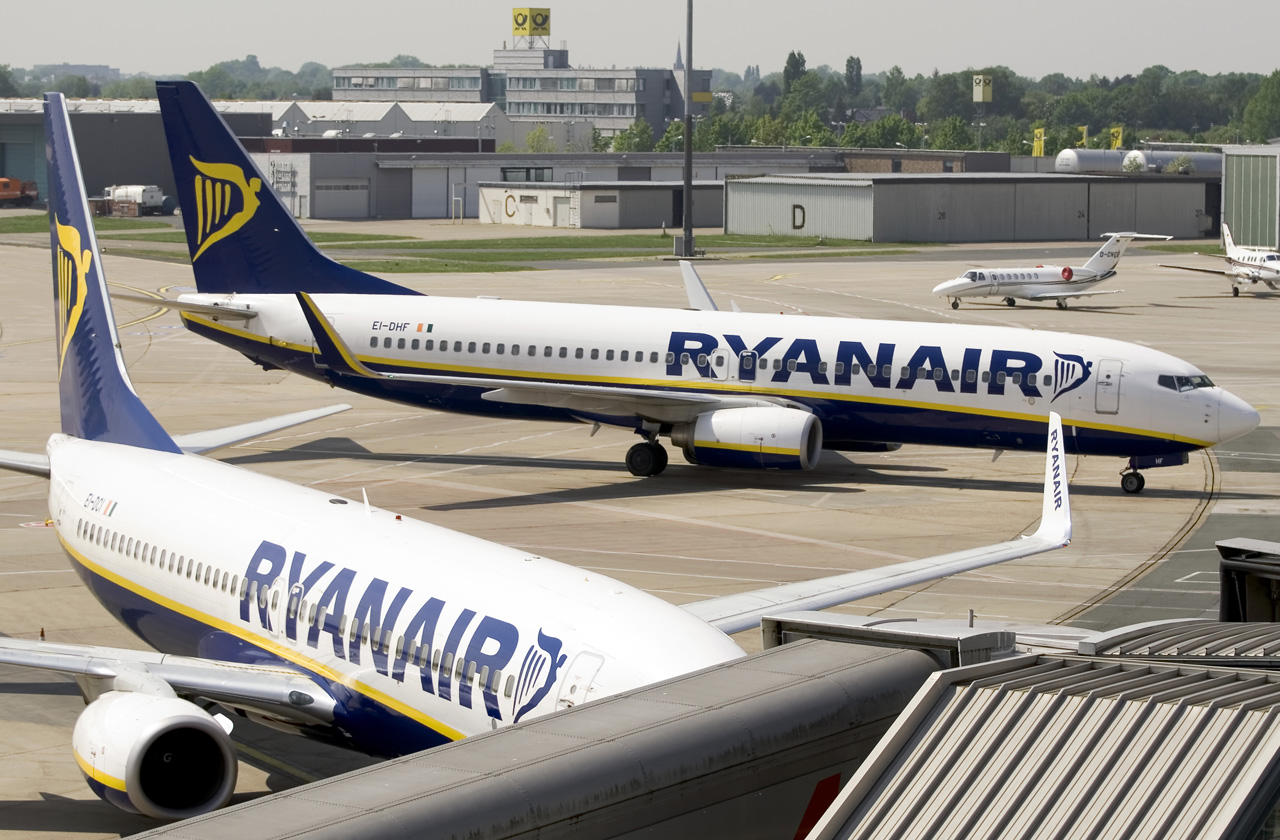
Le Boeing 737, avion unique de la flotte de Ryanair

#### L'homogénéité de la flotte
Au niveau des avions, le principe est d'utiliser un seul modèle d'avion : le Boeing 737. Ceci permet une seule maintenance, négociée avec une seule sous-traitance ainsi qu'une formation des pilotes et du personnel de cabine uniques, et dès lors éviter les postholders exigés par l'EASA pour chaque type d'appareil. Une compagnie comme British Airways — 15 types d'avions différents — se trouve ainsi avec plus de 30 personnes par avion, Ryanair n'affichant que 7 membres du personnel par machine.

#### Destinations
Ryanair opère essentiellement à partir d'aéroports secondaires. Ainsi, les vols parisiens sont effectués à partir de Beauvais (90 km), l'aéroport de Charleroi Bruxelles-Sud au lieu de l'aéroport de Bruxelles pour les vols belges et etc. Ce choix d'utiliser les aéroports secondaires est guidé par trois motivations : la première est que ces aéroports régionaux permettent des rotations rapides (Ryanair exige qu'elles ne doivent pas dépasser 25 minutes : débarquement, embarquement, nettoyage cabine, vérifications techniques et préparation du prochain vol), ces aéroports permettent souvent également d'éviter l'utilisation des passerelles et d'un remorqueur pour faire reculer l'avion, ce qui peut réduire le coût des taxes et améliorer la rapidité de la rotation.
|  |

La seconde est le faible coût des taxes aéroportuaires, pour lesquelles la compagnie négocie bien souvent des réductions (pour la réouverture d'un aéroport, la promotion du tourisme, l'emploi local, etc.).
La dernière est que la compagnie peut bénéficier, au-delà des réductions évoquées plus haut, de subventions pour utiliser un aéroport moins fréquenté dans le cadre des politiques d'aménagement du territoire. Ryanair a ainsi encaissé plusieurs centaines de millions d'euros de subventions annuellement depuis plusieurs années, la Commission Européenne estimant ce montant à 750 millions annuels. La compagnie a été accusée à plusieurs reprises d'exercer de fortes pressions sur les chambres de commerces et d'industries pour une augmentation de ces subventions, faute de quoi elle ne desservirait plus la destination.

#### Services
Le principe est de considérer l'avion de la même manière qu'un bus ou un train, c'est-à-dire un moyen de transport sans aucun artifice. Le passager peut, à bord, acheter de la nourriture et des boissons, mais également des produits comme des parfums hors taxe ou encore des billets de loterie. En revanche il n'y a aucun rangement sur les fauteuils pour faciliter le nettoyage ni aucune possibilité d'incliner son siège car cela est trop coûteux.
En 2018, Ryanair envisage de faire payer le transport de bagages cabine au même titre que les bagages en soute.

## Principaux concurrents
- Groupe Air France-KLM (entre autres Air France, KLM, Transavia, HOP !)
- Groupe Lufthansa (entre autres Austrian Airlines, Brussels Airlines, Eurowings, Lufthansa, Swiss International Air Lines)
- Groupe International Airlines Group (entre autres British Airways, Iberia, Vueling Airlines, Aer Lingus)
- Easyjet
- Norwegian
- Volotea
- Wizz Air
- TUI fly

## Filmographie
- (fr) La Face cachée du Low cost : enquête sur le système Ryanair, de Enrico Porsia, 2011.